# Mortal Kombat (videojuego de 1992)
Mortal Kombat (comúnmente abreviado como MKI) es un videojuego de lucha desarrollado y publicado por Midway en 1992 como el primer título de la saga Mortal Kombat y distribuido más tarde por Acclaim Entertainment para la mayoría de las plataformas caseras de la época.
El juego introdujo varias características clave de la serie, como los controles únicos de cinco botones y los movimientos sangrientos finales. La historia se centra en la travesía de Liu Kang para salvar al mundo del malvado hechicero Shang Tsung, travesía que acaba con su enfrentamiento en el torneo llamado Mortal Kombat. Mortal Kombat se convirtió en un éxito de ventas y sigue siendo uno de los videojuegos más populares de la historia del género de lucha. Le siguieron un sinnúmero de secuelas y spin-offs en los siguientes años y décadas, que partieron con Mortal Kombat II en 1993 y una exitosa adaptación a la pantalla grande en 1995. Sin embargo, también causó mucha controversia debido a su extrema y sangrienta violencia, la que exhibía utilizando gráficos digitalizados, y provocó que hicieran versiones censuradas y que se introdujeran las etiquetas de advertencia tales como la ESRB (América), CERO (Asia y Oceanía) o PEGI (Europa y América) en la industria de los videojuegos.

## Mecánica del juego
En Mortal Kombat los jugadores luchan contra un oponente. Quien acabe primero con la barra de energía del adversario se convierte en el ganador de la primera ronda y quien gane dos rondas es el vencedor de la partida. Cada ronda tiene un tiempo límite y si aún resta sangre en las barras de vida de los dos jugadores cuando el tiempo se acaba, el que haya sufrido menos daño es el vencedor de la partida.
Los jugadores pueden elegir a uno de los siete personajes. Mientras otros videojuegos contaban con personajes que se diferenciaban por su velocidad, tamaño, ataques, fuerza y la distancia y altura de sus saltos; los personajes de Mortal Kombat tenían muy pocas diferencias. El juego también se distinguía de otros por su sistema de botones único: cinco botones que formaban una letra "X". Cuatro botones estaban dedicados a los combos y las patadas altos y bajos y un botón estaba dedicado al bloqueo y se encontraba en el centro. También contaba con una palanca de ocho direcciones. Los ataques variaban de acuerdo con la distancia que tenía el jugador con respecto a su adversario y todos los personaje compartían un grupo de movimientos que se ejecutaban manteniendo la palanca en alguna de sus direcciones, como el barrido con la pierna o el "gancho". Este último elevaba al oponente por los aires y causaba gran daño.
Además, Mortal Kombat tenía formas únicas para ejecutar los movimientos especiales. La mayoría se ejecutaba empujando la palanca rápidamente hacia alguna dirección y presionando un botón. A diferencia de varios juegos de lucha, pocos movimientos requerían movimientos circulares. El codiseñador del videojuego, Ed Boon, comentó: "desde el comienzo, una de las cosas que nos diferenciaba de otros videojuegos eran los movimientos locos que poníamos, como las bolas de fuego y los movimientos mágicos". Otra de las novedades del juego fueron las fatalities, remates que acaban con el adversario de una manera sangrienta.
El sistema de bloqueo también distinguió al Mortal Kombat de otros videojuegos. A diferencia de Street Fighter, por ejemplo, los personajes sufrían un daño leve si recibían un ataque mientras se bloqueaban. Sin embargo, el bloqueo también permitía que los jugadores se defendieran de dichos ataques sin tener que alejarse y perdían muy poca energía si estaban agachados, por lo que los contraataques eran más efectivos. El juego introdujo, también, el juggling (malabares), que consistía en elevar al oponente por los aires y seguir atacándolo con una combinación de ataques mientras dicho oponente seguía indefenso en el aire. La idea fue tan popular que varios videojuegos la incluyeron posteriormente.
En el modo de un jugador, el usuario se enfrenta a cada uno de los siete personajes controlados por la máquina, incluida la Mirror Match (partida espejo), en la que se enfrenta a un duplicado del personaje seleccionado. Luego le siguen tres partidas de resistencia, de dos personajes cada una. Una vez que el jugador vence al primer oponente en dichas partidas, el segundo aparece y el tiempo se resetea; pero la barra de energía del jugador no se rellena. Al terminar la tercera partida de resistencia, el jugador se enfrenta al subjefe Goro y, finalmente, a Shang Tsung.
El juego puede comenzar con dos jugadores, o un segundo jugador puede integrarse mientras otro juega a solas. Si el primer jugador había vencido algunos oponentes y el segundo jugador lo vence luego de integrarse, este último retoma el modo de un jugador donde el primero quedó. Si no es el caso, el segundo jugador comienza un juego nuevo.
Entre algunas partidas, los jugadores pueden competir en un minijuego llamado Test Your Might (Prueba tu fuerza) para ganar puntos adicionales. El minijuego exige que los jugadores rompan bloques compuestos de varios materiales llenando un medidor hasta cierto punto. Para ello deben presionar rápidamente unos botones. Los materiales son madera, piedra, acero, rubí y diamante; y cada uno requiere que se llene una mayor cantidad en el medidor y entrega más puntaje a los jugadores. El minijuego se puede jugar entre dos jugadores al mismo tiempo y los dos últimos materiales sólo están disponibles para dos jugadores. El minijuego regresaría más tarde de varias formas en Mortal Kombat: Deadly Alliance, Mortal Kombat: Shaolin Monks, Mortal Kombat vs. DC Universe y Mortal Kombat: Komplete Edition.

## Historia
En una misteriosa isla, internada en los mares de China, y desconocida por el resto del mundo, los luchadores sobrenaturales luchan por el destino de la Tierra. Ese gran torneo es conocido como Mortal Kombat y ha sido por años una competición de honor y gloria. Luchadores de todo el mundo eran invitados a combatir. Aproximadamente 2 años atrás, un hechicero llamado Shang Tsung ingresó al torneo e inmediatamente lo ganó, convirtiéndose en Campeón Supremo.
Una vez por generación, cuando los mejores y más valientes luchadores podían reunirse; Shang Tsung entró a los torneos en diferentes formas y ganó todas las veces, de este modo, él parecía invencible. Shang Tsung podía transformarse en cualquier persona, también podía ver los temores en el corazón de sus oponentes y de esta manera se enfrentaba a sus adversarios ganando siempre los combates, tomando su fuerza y manteniendo así su juventud inmortal para luego llevarse las almas de los oponentes caídos para saciar la ira del Emperador.
Sin embargo, a Shang Tsung no le bastaba con ganar una vez el torneo, debía ganarlo diez veces consecutivas para abrir el Portal dimensional que supuestamente uniría la Tierra con el Outworld. Hace 500 años, cuando casi había acumulado suficientes almas para Shao Kahn fue derrotado por el gran Kung Lao, un sacerdote de la orden de la luz.
Tiempo después, Shang Tsung volvió al torneo con Goro, un luchador mitad hombre, mitad dragón con cuatro brazos y dos metros de altura conocido como El Príncipe del Dolor. Goro venció al monje Shaolin conocido como Kung Lao y durante 500 años permaneció invicto como Campeón Supremo. Después, Shang Tsung tomó nuevamente el control del torneo ganándolo 9 veces consecutivas. Así, una vez más el Torneo Shaolin conocido como Mortal Kombat será sostenido por los más grandes luchadores de la Tierra que se enfrentarán contra los adversarios del Outworld, uno de los 50 luchadores que serán elegidos será el propio jugador.
La trama de esta entrega fue adaptada en la película Mortal Kombat del director Paul W. S. Anderson e incluye una precuela animada titulada Mortal Kombat: The Journey Begins (Mortal Kombat: La travesía comienza), lanzada exclusivamente en formato de video casero. En 1997, Mortal Kombat Mythologies: Sub-Zero fue lanzado como una precuela de Mortal Kombat y se centra en la historia del personaje del mismo nombre. Por su parte, el videojuego de acción y aventura Mortal Kombat: Shaolin Monks relata un final alternativo de Mortal Kombat y se centra en los eventos que ocurren entre el primer y el segundo torneo de la saga. Finalmente, Mortal Kombat 9 es una nueva versión de esta historia.

## Personajes

### Seleccionables
- Johnny Cage (imagen por Daniel Pesina): Es un reconocido actor de Hollywood caracterizado por su excelente y cuestionado talento para el combate. Entra para demostrar sus aptitudes. Descartado en la versión de Game Boy.
- Kano (imagen por Richard Divizio): Criminal, mercenario y contrabandista, líder del Dragón Negro, una de las más peligrosas organizaciones delictivas del mundo. Es perseguido por Sonya Blade y las Fuerzas Especiales. Descartado en la versión de Sega Master System y Sega Game Gear.
- Liu Kang (imagen por Ho Sung Pak): Guerrero Shaolín perteneciente a la Orden del Loto Blanco, misma a la que pertenecía el Gran Kung Lao, derrotado siglos atrás por el Príncipe Goro. Entra representando a los Shaolin.
- Raiden (imagen por Carlos Pesina): Conocido como el Dios del Trueno, Raiden acepta una invitación de Shang Tsung.
- Scorpion (imagen por Daniel Pesina): También ninja, pero antiguo miembro del clan Shirai Ryu. Es un espectro que entra al torneo para vengar su propia muerte, la de su familia y clan a manos de Sub-Zero.
- Sonya Blade (imagen por Elizabeth Malecki): Teniente de las Fuerzas Especiales de los Estados Unidos. Entra accidentalmente al torneo para arrestar al delincuente Kano.
- Sub-Zero (imagen por Daniel Pesina): Ninja perteneciente al clan Lin Kuei, controla el frío a su voluntad. Se cree que fue contratado para liquidar a Shang Tsung.

### Jefes
- Goro (Subjefe) (stop-motion): Príncipe de los Shokan, una temible raza de guerreros del Outworld. Invicto desde hace 500 años tras derrotar al Gran Kung Lao.
- Shang Tsung  (Jefe Final) (imagen por Ho Sung Pak): Hechicero terrestre al servicio del Outworld, es capaz de absorber las almas de los guerreros a los que derrota y usar sus habilidades, transformándose en los mismos.

### Personajes ocultos
- Reptile  (Los poderes que usa son los correspondientes a Sub-Zero y a Scorpion) (imagen por Daniel Pesina): Guardaespaldas personal de Shang Tsung, pertenece a la extinta raza Saurian, oriunda del Outworld, siendo su último miembro con vida.

El guardia enmascarado que aparece en el escenario Courtyard (Patio) fue interpretado por el desarrollador del videojuego John Vogel.

## Desarrollo
En 1991, la desarrolladora Midway les dio la tarea a Ed Boon y John Tobias de crear un videojuego de lucha en el periodo de un año, según ellos, una competencia de Street Fighter II. Así echaron a andar el proyecto que tomó diez meses entre 1991 y 1992 y que contó con una versión de prueba limitada. Boon comentó que el equipo consistía, al principio, en sólo cuatro personas: él mismo como el desarrollador, John Tobias y John Vogel como los artistas y Dan Forden como el sonidista.
Al principio, los creadores habían planeado crear un videojuego de acción que incluyera gráficos digitalizados de la estrella de cine Jean-Claude Van Damme, pero el actor ya se encontraba en negociaciones para ser parte de un videojuego que nunca fue lanzado. Finalmente, Johnny Cage reemplazó al personaje original de Van Damme en forma de parodia (sus iniciales son, incluso, las mismas que las del actor y es capaz de ejecutar un golpe en la ingle, tal como lo hace Van Damme en la película Bloodsport). La versión preliminar del juego sólo incluía seis personajes seleccionables y, luego de que el equipo consideró que hacía falta una luchadora femenina, Sonya Blade fue la última adición a la lista de personajes.
Los fatalities nacieron a partir de los "mareos" que los personajes sufrían luego de recibir varios golpes consecutivos en los primeros videojuegos de lucha. Boon comentó que detestaba cuando los personajes se mareaban, pero que disfrutaba tener la oportunidad de dar un golpe extra. Finalmente, los creadores decidieron incluir los mareos al final de la partida, cuando ya se sabía quién era el ganador y quién era el perdedor.
Durante seis meses el equipo estuvo buscando un nombre para el proyecto. De acuerdo con Boon, a ninguno de los miembros del equipo se le ocurrió ningún nombre que otro odiara. Ejemplos de estos nombres incluyen Kumite, Dragon Attack ("Ataque del dragón"), Death Blow ("Ráfaga de la muerte") y Fatality ("Fatalidad"). Un día alguien escribió la palabra "combat" ("combate") en una mesa de dibujo que se encontraba en la oficina de Boon y otra persona escribió una "K" sobre la "C" de dicha palabra, según Boon, para que se viera un poco más inusual. Cuando el diseñador de Pinball, Steve Ritchie, se encontraba en la oficina de Boon y vio la palabra "Kombat", le preguntó: ¿Por qué no le pones Mortal Kombat? y le pareció que el nombre daba justo en el clavo. Finalmente, la serie usaría la letra "K" en lugar de la "C" cuando el sonido de la letra es fuerte.
El lanzamiento final del proyecto, ya llamado Mortal Kombat, ocupaba ocho megabytes de datos gráficos y cada personaje contaba con 64 colores y alrededor de 300 fotogramas de animación para su versión de arcade y utilizó una cámara HI-8 durante las filmaciones.

## Elementos del juego
- Poderes: Comandos especiales, que varían según la habilidad especial del personaje.
- Pantalla de Presentación: Secuencia de entrada al juego, mediante un código se podía cambiar aquella secuencia.
- Finish Him/Her (Acábalo/la): Se obtiene después de ganar más de una ronda para rematar al oponente o hacerle fatality.
- Flawless Victory (Victoria impecable): Es una victoria sin haber recibido daño alguno.
- Double Flawless (Doble Victoria impecable): Sin recibir daño en las 2 rondas. En Mortal Kombat 3 este término se quitó.
- Modo Asesino : Modo donde puedes hacer el fatality antes del finish him
- Fatality (Fatalidad): Golpe de gracia con el cual uno podía matar a su oponente al finalizar el encuentro, cada jugador poseía un fatality diferente.
- Stage Fatality (Fatalidad del Escenario): Eran fatalities que se ejecutaban en un escenario específico donde se podía acabar con el oponente.
- Puntaje: Sistema por el cual se ganaba punto por cada golpe o Fatality.
- Endurance (Resistencia): Se presentaba en el modo 1P vs. CPU donde se peleaba con dos luchadores seguidos.
- Mirror Match (Partida Espejo): pelea donde uno enfrentaba a su propio personaje.
- Test your might (Prueba tu fuerza): Sistema de bonus donde después de elegir a un personaje se debía romper una pila de tablas, piedra, acero o diamantes.
- Personajes ocultos: Personajes que se desbloquean por medio de un objetivo o de un código.
- Sangre: Fluido que brota de cada jugador por cada golpe certero.
- Polvo Gris: En la versión de SNES éste reemplaza a la sangre, aunque se podía poner sangre gracias a un código solo en la versión de Mega Drive.

## Escenarios
- La Corte (The Courtyard): Interior del Palacio de Shang Tsung, dos soldados guardias en cada extremo, escalones donde observadores están tomando almas de guerreros Shaolin, el Logo del Dragón en piedra, encima de ello Shang Tsung se encuentra en su trono con sus estatuas de dragones de oro y cubierto por un techo.
- La Puerta del Palacio (Palace Gates): Un camino de piedra con dos portones de madera de estilo chino, estatuas de símbolos budistas se ubican alrededor, manuscritos chinos acompañan a una estatua gigante de Buda y una montaña que contrasta con el Palacio de Shang Tsung.
- Santuario del Guerrero (Warriors Shrine): Templo sostenido por columnas y de aspecto devastado, la luna llena con unas nubes que la cubren, estatuas de los personajes la rodean, al centro se sitúa la estatua de Goro acompañado por unos manuscritos en chino.
- El Foso (The Pit): Un puente sostenido por enormes pilares de piedra creado por Reptile, presenta grietas en varias partes, la luna llena y las nubes suelen aparecer o el día de vez en cuando, asientos en cada extremo, allí se puede ejecutar Stage Fatality para mandar al enemigo abajo donde unas estacas acabarán atravesándolo. Como curiosidad, es posible ver sombras de una bruja volando en su escoba, o de un contorno que parecen Peter Pan con Wendy y sus hermanos.
- La habitación del trono (Shang Tsung's Throneroom): Habitación con una alfombra roja, en las paredes está estampado el Logo del Dragón, dos estatuas de dragones señalan a Shang Tsung sentado en una silla cubierta de oro y atrás de él dos mantos rojos. Tsung aplaude cuando el jugador gana.
- La guarida de Goro (Goro's Lair): Un calabozo, de fondo parece un pantano, paredes de piedra y miles de pasadizos oscuros en los que se pueden ver unos ojos de color amarillos o rojos (depende de la versión) que son onis (descubierto en Mortal Kombat: Shaolin Monks), y con huesos humanos esparcidos en el suelo, y un esqueleto colgado por unos grilletes en el centro del campo.
- El Fondo del Foso (Pit Bottom): Una gran pared de piedra cubre todo, columnas con estacas donde yacen cuerpos ensangrentados y en las estacas en el suelo están las cabezas de los productores del juego. Allí se puede luchar contra Reptile.

## Versiones disponibles y sus diferencias
- Arcade: La versión original del videojuego.
- PC: Esta es posiblemente la versión más fiel a la de Arcade.
- Super Nintendo: Esta versión del juego tiene la sangre reemplazada por un líquido blanco (simulando el sudor), debido a las políticas de Nintendo of América, a su hez los fatalities fueron censurados rebajando el nivel de violencia.
- Mega Drive: Parecida a la de SNES, pero con la diferencia de que un código secreto permite restaurar la sangre y los Fatalities.
- Game Boy: Esta versión, debido a escasez de memoria, carece de muchas cosas como un pobre uso del control, sólo tiene 2 botones de ataque, y no tiene en esta versión a Johnny Cage ni a Reptile. Es también la única versión del primer MK que permite utilizar a Goro como un personaje secreto.
- Sega Game Gear: Como la versión de gameboy, pero se puede usar un código para restaurar la sangre y los Fatalities. También por escasez de memoria carece de muchos elementos: sólo tiene 2 escenarios y mucha dificultad el control para hacer un movimiento especial o fatality.
- Master System: Similar a la versión de Game Gear, no estaba Kano
- Amiga: Muy similar a la versión de Mega Drive.
- Sega Mega-CD: Esta versión incluye el anuncio del juego, y además no es necesario introducir un código y tiene tiempos de carga.

## Recepción
El juego recibió críticas positivas de parte de los medios.
Sin embargo, durante la década de su lanzamiento hubo gran controversia por parte de padres de familias y de entes públicos al calificarlo demasiado violento para los jóvenes.
razón por la cual se iniciaron varias campañas para intentar prohibir el juego.
En el apartado de ventas para consolas domésticas hubo una notable diferencia entre la SNES de Nintendo y Genesis de Sega; las consolas de sobremesa más vendidas de la época en ese entonces.
Ya que esta última logró obtener un incremento de ventas mayor que la SNES aun con su apartado técnico inferior, esto debido a que Nintendo censuro contenido importante del juego como los sprites de sangre, elementos de escenarios, (como las cabezas empaladas del escenario Pit Bottom) y Fatalities (haciendo que estas fueran más suaves que las originales) esto por su política Family Friendly. La cual no solo afecto a este juego.
Sin embargo para su posterior entrega Mortal Kombat II, Nintendo consiente de su error permitió a los desarrolladores conservar todos estos elementos censurados para evitar una baja en las ventas.

##### Censura
Uno de los temas que más se tratan respecto al videojuego era la extrema violencia que suponía para la época.
circunstancia por la cual dependiendo de la región, país y/o consola se hicieron cambios más o menos sustanciales con su versión original.

## Actores
- Actores de Mortal Kombat:
  - Richard Divizio: Kano
  - Elizabeth Malecki: Sonya
  - Ho Sung Pak: Liu Kang, Shang Tsung
  - Carlos Pesina: Raiden
  - Daniel Pesina: Sub-Zero, Scorpion, Reptile, Johnny Cage